# Bryum axel-blyttii
Bryum axel-blyttii är en bladmossart som beskrevs av Philibert 1889. Bryum axel-blyttii ingår i släktet bryummossor, och familjen Bryaceae. Inga underarter finns listade i Catalogue of Life.